# Prionocera unimicra
Prionocera unimicra is een tweevleugelige uit de familie langpootmuggen (Tipulidae). De soort komt voor in het Nearctisch gebied.